# Львова, Вера Константиновна
Вера Константиновна Льво́ва (урождённая — Лизерсон; 19 ноября [1 декабря] 1898, Москва, Российская империя — 24 сентября 1985, Москва, СССР) — актриса театра и кино, театральный педагог. Заслуженный деятель искусств РСФСР (1957).

## Биография
Родилась 19 ноября (1 декабря) 1898 года в Москве (достоверность даты рождения не выяснена: по театру ходили слухи, что Вера Константиновна изменила в паспорте год своего рождения с 1893 на 1898). В 1917 году поступила в студию Е. Б. Вахтангова. В 1926 году студия стала театром имени Вахтангова, где она работала вместе с мужем, актёром Л. М. Шихматовым. Играла в театре, три спектакля с её участием были экранизированы:
- «На всякого мудреца довольно простоты» (1971) — первая приживалка
- «На золотом дне» (1977) — Мосевна
- «Идиот» (1979) — старая дама.

Леонид Шихматов и Вера Львова принадлежали к старой когорте вахтанговцев, державшейся вместе, единой большой творческой семьёй, всегда выручая друга друга. Проживали они в доме, специально построенном в 1928 году для работников театра Вахтангова в Большом Лёвшинском переулке, и все в доме были сослуживцами.
По воспоминаниям их соседки по дому А. В. Масс, когда в 1946 году из ссылки вернулась актриса театра В. Г. Вагрина (она была арестована как жена «врага народа» начальника В/О «Главхимпластмасс» Наркомата тяжёлой промышленности СССР Д. М. Колмановского — расстрелян в 1937 году, реабилитирован посмертно в 1989 году), оставшаяся без жилья и московской прописки, администрация театра немедленно нашла возможность обратиться во властные структуры и вернуть ей прописку, а жильё предложили Шихматов и Львова, предоставив ей комнату в своей квартире.

## Роли в театре
- 13 ноября 1921 — Студия Вахтангова (Вахтангова студия), получившая название 3-й Студии МХТ, официальное открытие — «Чудо святого Антония» М. Метерлинка; режиссёр Евг. Вахтангов — 1-я дама
- 15 ноября 1921 — «Вечер А. П. Чехова», постановка Евг. Вахтангова («Юбилей» А. П. Чехова) — Татьяна Алексеевна
- 1922 — «Принцесса Турандот» Карло Гоцци, режиссёр Е. Б. Вахтангов — Скирина и Цанни
- 1925 — «Виринея» Л. Н. Сейфуллиной. Режиссёр А. Д. Попов — слепая старуха
- 1927 — «Разлом» Б. А. Лавренёва, режиссёр А. Д. Попов — Берсенева
- 1928 — «Зойкина квартира» М. А. Булгакова. Режиссёр: А. Д. Попов — 1-я безответственная дама
- 20 января 1930 — «Коварство и любовь» Ф. Шиллера, режиссёры Павел Антокольский, О. Н. Басов, Борис Захава — жена Миллера
- 1932 — «Егор Булычов и другие» М. Горького. Режиссёр Борис Захава — Елизавета
- 20 ноября 1942 — «Сирано де Бержерак» Э. Ростана; режиссёр Николай Охлопков — Лиза
- 1946 — «Электра» Софокла, режиссёр Е. Б. Гардт, рук. пост. Р. Н. Симонов — Хризофемида
- 1956 — «Филумена Мартурано» Э. Де Филиппо — Терезина
- 1958 — «Идиот» Ф. М. Достоевского. Режиссёр: А. И. Ремизова — 2-я дама
- 22 октября 1960 — «Дамы и гусары» А. Фредро, режиссёр А. И. Ремизова — Дындальская
- 1966 — «На золотом дне», режиссёр А. И. Ремизова — Мосевна
- 1967 — «Виринея» Л. Н. Сейфуллиной — Козлиха
- 1968 — «На всякого мудреца довольно простоты» А. Н. Островского, режиссёр А. И. Ремизова — 1-я приживалка
- 1970 — «Человек с ружьём» Н. Погодина, режиссёр Е. Р. Симонов — бабушка Лиза
- 1985 — «Скупщик детей» Д. Херси, режиссёр М. А. Ульянов — пьющая старушка

## Педагогическая работа
По свидетельству актёра театра Вахтангова А. С. Меньщикова, начала преподавательскую деятельность ещё в 1920 году в студии.
Преподавала вместе с мужем в Щукинском училище, вели общий курс. 
Среди их учеников:
- Ирина Дёмина,
- Сергей Проханов[2],
- Александр Ширвиндт[3],
- Юрий Любимов,
- Леонид Каневский,
- Леонид Филатов,
- Нина Русланова,
- Михаил Ульянов,
- Алла Парфаньяк,
- Евгений Симонов (впоследствии стал вместе с ними вести учебные курсы),
- Мария Скуратова,
- Людмила Ставская,
- Анатолий Игнатьев,
- Нина Нехлопоченко,
- Владимир Обрезков,
- Валентин Смирнитский,
- Михаил Державин-младший,
- Виталий Венгер,
- Николай Гриценко,
- Людмила Целиковская,
- Лариса Пашкова,
- Владимир Этуш,
- Юлия Борисова,
- Людмила Фетисова,
- Елена Королева,
- Юрий Назаров,
- Игорь Охлупин,
- Екатерина Райкина,
- Людмила Чурсина,
- Вадим Грачёв,
- Александр Калягин,
- Анастасия Вертинская,
- Александр Халецкий,
- Александр Кайдановский,
- Александр Трофимов,
- Станислав Жданько,
- Юрий Беляев,
- Сергей Урсуляк,
- Иван Дыховичный,
- Михаил Бушнов,
- Ролан Быков,
- Нина Дорошина,
- Вера Карпова,
- Юрий Катин-Ярцев,
- Владимир Качан,
- Иван Бобылев,
- Ярослава Турылёва,
- Ёла Санько,
- Игорь Сиренко,
- Инна Ульянова,
- Алла Чернова,
- Владимир Ширяев,
- Юрий Шлыков,
- Ирина Дымченко,
- Рубен Симонов-младший,

и многие другие известные актёры.